# Atentado con niño-bomba
El atentado con niño-bomba fue un atentado realizado por el Partido Comunista del Perú-Sendero Luminoso el 13 de septiembre de 1985 en la ciudad peruana de Ayacucho (provincia de Huamanga).

## Acontecimientos
A las 11 de la mañana, un menor de entre 13-14 años descendió de un vehículo con dinamita oculta entre su ropa. Luego de descender, se dirigió corriendo hacia la puerta de una casona habitada por miembros de la Policía de Investigaciones del Perú (PIP). Sin embargo, cuando estaba por la puerta, el niño explotó esparciendo sus restos en un radio de 50 metros. Debido a la impresión de la explosión y al ver al niño desmembrado, algunas mujeres que presenciaron el hecho se desmayaron. Posteriormente, se inició un operativo de búsqueda que no pudo encontrar el auto del cual descendió el muchacho.